# Lycaenopsis philippina
Lycaenopsis philippina är en fjärilsart som beskrevs av Semper 1889. Lycaenopsis philippina ingår i släktet Lycaenopsis och familjen juvelvingar. Inga underarter finns listade i Catalogue of Life.